# Calcariidae
Calcariidae — родина горобцеподібних птахів, що поширена у Північній Америці та на півночі Євразії. До 2010 року представників Calcariidae відносили до родини вівсянкових (Emberizidae).

## Класифікація
До родини включають 3 роди з 6 видами:
- Подорожник (Calcarius)
  - Подорожник лапландський (Calcarius lapponicus)
  - Подорожник чорногрудий (Calcarius ornatus)
  - Подорожник вохристий (Calcarius pictus)
- Пуночка (Plectrophenax)
  - Пуночка полярна (Plectrophenax hyperboreus)
  - Пуночка снігова (Plectrophenax nivalis)
- Прерієвий подорожник (Rhynchophanes)
  - Подорожник прерієвий (Rhynchophanes mccownii)